# NGC 3265
NGC 3265 é uma galáxia elíptica (E) localizada na direcção da constelação de Leo Minor. Possui uma declinação de +28° 47' 49" e uma ascensão recta de 10 horas, 31 minutos e 06,8 segundos.
A galáxia NGC 3265 foi descoberta em 11 de Abril de 1785 por William Herschel.